# Relations entre la Guinée et l'Inde
Les relations entre la Guinée et l'Inde sont les relations bilatérales de la république de Guinée et de la république de l'Inde. 

## Diplomatie
Les relations internationales entre la Guinée et l'Inde ont été cordiales et amicales. L'Inde avait une ambassade à Conakry, mais l'a fermée en 1988 après plus de deux décennies de fonctionnement. Par la suite, l'ambassade de l'Inde à Abidjan, en Côte d'Ivoire, a été conjointement accréditée auprès de la Guinée,. La Guinée a ouvert son ambassade à New Delhi en avril 2012. L'Inde a maintenu un consul honoraire en Guinée depuis 1989.
Le président guinéen Ahmed Sékou Touré a effectué une visite de quatre jours en Inde en mars 1981, et s'est entretenu avec la Première ministre Indira Gandhi,. Il s'est rendu à nouveau dans le pays en mars 1983 pour participer au sommet du Mouvement des non-alignés à Delhi. Des ministres guinéens se sont rendus régulièrement en Inde. La ministre d'État indien aux affaires extérieures, Preneet Kaur (en), s'est rendue en Guinée en janvier 2014. Il s'agissait de la première visite ministérielle depuis la fermeture de l'ambassade de l'Inde à Conakry en 1988. Elle a eu des entretiens bilatéraux avec le président, le premier ministre et le ministre des affaires étrangères. Au cours de la visite, les deux pays ont signé un accord pour établir une commission conjointe entre les ministères des affaires étrangères des deux pays, et un protocole d'accord pour tenir des consultations régulières avec le ministère des affaires étrangères.
La Guinée et l'Inde ont été parmi les 19 premiers pays à rejoindre l'Alliance solaire internationale, proposée par le Premier ministre Narendra Modi, le 15 novembre 2016.

## Commerce
En 2015, l'Inde était la deuxième destination des exportations de la Guinée et la deuxième source des importations vers ce pays. Le commerce bilatéral entre la Guinée et l'Inde s'est élevé à un peu plus d'un milliard de dollars US en 2014-15, soit une forte hausse de 154,76 % par rapport à l'exercice précédent. Bien que le commerce bilatéral ait augmenté depuis 2010, il fluctue fortement chaque année et n'observe pas de tendance claire. L'Inde a exporté pour 283,81 millions de dollars de marchandises vers la Guinée, et en a importé pour 729,69 millions de dollars en 2014-15. Les principaux produits exportés par l'Inde vers la Guinée sont les céréales, le riz, les médicaments et les produits pharmaceutiques, les textiles, les équipements de transport, les peintures, les produits chimiques, le fer, l'acier et les équipements de construction. Les principaux produits importés par l'Inde en provenance de la Guinée sont les perles, les pierres, les bijoux, les combustibles minéraux et le bitume, la noix de cajou, la ferraille et l'aluminium.
Le groupe de sociétés Topaz exploite des unités de fabrication de peinture et de produits en plastique, et Bombay Store exploite une usine de fabrication de savon en Guinée.